# Campionati del mondo di ciclocross 2019 - Gara maschile Elite
La settantesima edizione della gara maschile Elite dei Campionati del mondo di ciclocross 2019 si svolse il 3 febbraio 2019 con partenza ed arrivo da Bogense in Danimarca, su un percorso iniziale di 150 mt più un circuito di 2,6 km da ripetere 12 volte per un totale di 31,35 km. La vittoria fu appannaggio dell'olandese Mathieu van der Poel, il quale terminò la gara in 1h09'20", alla media di 27,1278 km/h, precedendo i belgi Wout van Aert e Toon Aerts terzo.
Partenza con 58 ciclisti, dei quali 29 portarono a termine la competizione.

## Squadre partecipanti
| N.    | Cod. | Squadra     |
| ----- | ---- | ----------- |
| 1-7   | BEL  | Belgio      |
| 11-17 | NLD  | Paesi Bassi |
| 18-23 | FRA  | Francia     |
| 24-27 | SUI  | Svizzera    |
| 28-30 | CZE  | Rep. Ceca   |
| 31    | ITA  | Italia      |
| 32-34 | ESP  | Spagna      |
| 35-39 | USA  | Stati Uniti |
| 40-42 | GER  | Germania    |
| 43-44 | LUX  | Lussemburgo |

| N.    | Cod. | Squadra     |
| ----- | ---- | ----------- |
| 45    | SVK  | Slovacchia  |
| 46-47 | CAN  | Canada      |
| 48    | JPN  | Giappone    |
| 49    | GBR  | Regno Unito |
| 50-51 | AUS  | Australia   |
| 52-55 | DEN  | Danimarca   |
| 56-57 | SWE  | Svezia      |
| 59    | POL  | Polonia     |
| 60-61 | UKR  | Ucraina     |

## Ordine d'arrivo (Top 10)
| Pos. | Corridore              | Squadra     | Tempo    |
| ---- | ---------------------- | ----------- | -------- |
| 1    | Mathieu van der Poel   | Paesi Bassi | 1h09'20" |
| 2    | Wout van Aert          | Belgio      | a 16"    |
| 3    | Toon Aerts             | Belgio      | a 25"    |
| 4    | Michael Vanthourenhout | Belgio      | a 50"    |
| 5    | Laurens Sweeck         | Belgio      | a 1'01"  |
| 6    | Lars van der Haar      | Paesi Bassi | a 1'10"  |
| 7    | Quinten Hermans        | Belgio      | a 1'24"  |
| 8    | Marcel Meisen          | Germania    | a 1'29"  |
| 9    | Jens Adams             | Belgio      | a 1'31"  |
| 10   | Gianni Vermeersch      | Belgio      | a 1'33"  |